# Jardí Botànic d'Erlangen

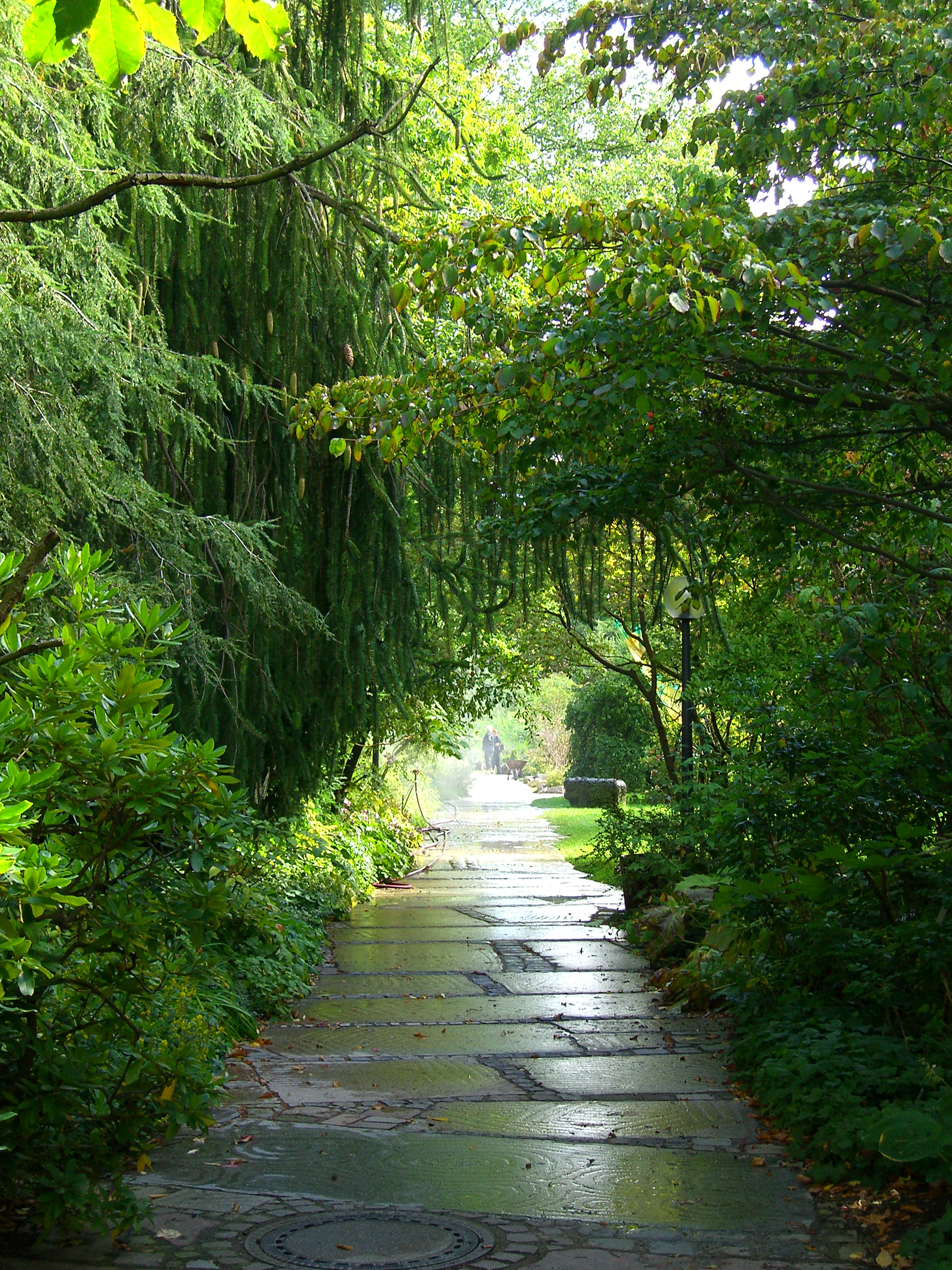
Botanischer Garten Erlangen

El Jardí Botànic d'Erlangen en alemany: Botanischer Garten Erlangen també conegut com a Botanischer Garten der Universität Erlangen-Nürnberg, és un jardí botànic de 2 hectàrees d'extensió administrat per la Universitat d'Erlangen-Nuremberg, que es troba en Erlangen, Baviera, Alemanya. És membre del BGCI, i el seu codi de reconeixement internacional com a institució botànica així com del seu herbari és ER.

## Localització
Se situa en el costat nord del jardí del castell en el centre de la ciutat en el carrer "Loschgestraßi" 3, Erlangen, Baviera, Alemanya.
Botanischer Garten der Universität Erlangen
Loschgestr. 3, D-91054 Erlangen, Deutschland-Alemanya.
Està obert diàriament excepte els dilluns.

## Història
Els orígens del jardí daten de 1626, data que el hortus medicus va ser establit en Nuremberg.
En 1747 un jardí botànic va ser creat en eixe lloc, i en 1828 el jardí botànic es va establir en la seua localització actual.